# IC 3327
IC 3327 — галактика типу SBa (компактна витягнута галактика) у сузір'ї Волосся Вероніки.
Цей об'єкт міститься в оригінальній редакції індексного каталогу.